# Transaktionale Führung
Der Begriff Transaktionale Führung bezeichnet einen Führungsstil, der auf einem Austauschverhältnis zwischen einer Führungskraft und ihrem Mitarbeiter beruht. Ein Beispiel ist die Zielvereinbarung (Management by Objectives), in der geregelt ist, welche Erwartungen an den Mitarbeiter gestellt werden, und welche finanziellen oder immateriellen Vorteile (oder Nachteile) er zu erwarten hat, wenn er die Anforderungen erfüllt (oder nicht erfüllt). Die Transaktionale Führung wurde zuerst von dem amerikanischen Soziologen James Downton im Jahr 1973 beschrieben und 1978 von James MacGregor Burns zu einem Modell weiterentwickelt.

## Merkmale der Transaktionalen Führung
Führungskräfte, die nach dem transaktionalen Modell führen, motivieren ihre Mitarbeitenden in erster Linie durch Klärung von Zielen, Aufgaben und Delegation von Verantwortung. Gleichzeitig kontrollieren sie die Leistung, belohnen mit materiellen und immateriellen Vorteilen und sanktionieren unerwünschtes Verhalten durch Kritik und Feedback. Es ist ein eher sachliches Austauschverhältnis (Transaktion) zwischen Leistung (des Mitarbeiters) und Reaktion des Vorgesetzten darauf (Bezahlung, Lob und Tadel).

### Vor- und Nachteile der Transaktionalen Führung
Vorteile von transaktionaler Führung sind zum Beispiel, dass mithilfe dieses Führungsstils Ziele einer Organisation erreicht werden können. Dadurch, dass Ziele und Regeln klar definiert sind, kommt es zu einer Handlungssicherheit. Das kann vor allem bei Routinetätigkeiten sinnvoll und hilfreich sein. Die klare und offene Kommunikation von Zielen und Anforderungen führt zu einem Gefühl von Transparenz und Gerechtigkeit bei den Mitarbeitenden.
Nachteile von transaktionaler Führung sind, dass die Motivation der Mitarbeitenden hauptsächlich extrinsisch ist. Extrinsische Motivation stößt irgendwann an Grenzen. Es ist nämlich nicht unbegrenzt möglich, das Gehalt zu erhöhen oder Aufstiegsmöglichkeiten zu bieten. Zudem gewöhnen sich Mitarbeiter daran, belohnt oder bestraft zu werden. Auf Dauer können Mitarbeiter so emotional abstumpfen und die Motivation kann daher deutlich abnehmen. Durch einen transaktionalen Führungsstil wird Innovation und Kreativität erschwert, da die Mitarbeitenden wenig Autonomie und Handlungsspielraum haben und sich nur an die Ziele halten, die sie vorgegeben bekommen.

### Transaktionale vs. Transformationale Führung
Transaktionale und Transformationale Führung werden in der Literatur häufig miteinander verglichen. Beide Führungsstile haben gemeinsam, dass organisationale Ziele erreicht werden sollen. Der Unterschied liegt bei der Umsetzung der Zielerreichung durch die Führungskraft.
Bei der transaktionalen Führung handelt es sich um einen sachlichen und rationalen Austauschprozess zwischen Führungskraft und Mitarbeiter. Von der Führungskraft werden klare Ziele gesetzt. Bei Nicht-Erreichen der Ziele kommt es zur Bestrafung, während es bei Erfüllen der Ziele zur Belohnung (z. B. in Form von Gehalt, Lob, Beförderung) kommt. Dadurch ist die Motivation der Mitarbeiter primär extrinsisch.
Bei der transformationalen Führung ist die Motivation der Mitarbeiter hingegen eher intrinsisch. Dieser Führungsstil verfolgt die Intention, dass sich die Mitarbeiter aus innerer Verbundenheit gegenüber dem Unternehmen und der Führungskraft für diese und dessen Ziele einsetzen anstatt nur aufgrund von externen Anreizen, wie beispielsweise dem Gehalt. Transformationale Führungskräfte erreichen dies mit den folgenden vier Ansatzpunkten: inspirierende Motivation, idealisierter Einfluss, intellektuelle Stimulierung und individuelle Berücksichtigung.
| Transaktionale Führung            | Transformationale Führung                 |
| --------------------------------- | ----------------------------------------- |
| Klare und transparente Ziele      | Inspirierende Motivation                  |
| Interessenaustausch (Transaktion) | Veränderte Einflussnahme (Transformation) |
| Strukturierte Aufgaben            | Idealisierter Einfluss                    |
| Attraktive Anreize                | Intellektuelle Stimulierung               |

### Theorie Y und Theorie X
Douglas McGregors Theorie Y und Theorie X können ebenfalls mit diesen beiden Führungsstilen verglichen werden. Theorie X kann mit der Form transaktionaler Führung verglichen werden, bei der Führungskräfte durch Angst und Konsequenzen führen. In diesem Stil und dieser Theorie wird negatives Verhalten bestraft und Mitarbeiter durch Anreize motiviert.
Theorie Y und transformationale Führung ähneln sich, da Theorie und Stil die Annahme unterstützen, dass Führungskräfte alles dafür tun, ihre Mitarbeiter zu ermutigen. Führungskräfte denken nur das Beste von ihren Mitarbeitern. Sie glauben, dass sie vertrauensvoll, respektvoll und selbstmotiviert sind. Die Führungskräfte versorgen ihre Mitarbeiter dabei mit allem, was sie benötigen, damit sie sich selbst stetig verbessern können.

## Methoden
Zur Transaktionalen Führung gehören die Konzepte Management by Objectives und als Vorstufe Management by Exception. Hierbei werden Entscheidungen und Aufgaben an die Mitarbeiter delegiert und sollen bei diesen durch Zielvereinbarungen und Intervention bei Gefahr der Zielverfehlung verwendet werden. Diese Form der Führung betont die betriebswirtschaftlichen Grundideen, indem rational handelnde Individuen durch Leistungseinsatz einen Vorteil für die Organisation leisten und durch ein Incentive selbst davon profitieren. Einen alternativen Ansatz wählt das Modell der Transformationalen Führung. Bei der Transformationalen Führung sind exemplarisches Handeln, überzeugende Perspektiven und der daraus abgeleitete, gemeinsam mit dem Mitarbeiter verfolgte Veränderungsprozess (Transformation) die wesentlichen Elemente des Konzepts. Verbunden werden die beiden Ansätze im Full Range Leadership Model von Bernard M. Bass und Bruce Avolio.